# Theódoros Kolokotrónis
Vous lisez un « bon article » labellisé en 2008.
Pour les articles homonymes, voir Théodôros et Kolokotronis.
Theódoros Kolokotrónis (grec moderne : Θεόδωρος Κολοκοτρώνης), né le 3 avril 1770 à Ramavouni en Messénie, dans le Péloponnèse et mort le 15 février 1843 à Athènes, fut un général et homme d'État grec, héros de la guerre d'indépendance grecque. Il était surnommé le « Vieux de Morée » car il avait cinquante ans au début du conflit.
D'abord klephte, il intégra l'armée britannique dans les îles ioniennes où il se forma au combat régulier. Il participa aux combats de la guerre d'indépendance grecque dans le Péloponnèse et y remporta des victoires importantes et symboliques pour la cause grecque (prise de Tripolizza ou bataille de Dervénakia). Il fut un des chefs du parti « militaire » lors des guerres civiles qui déchirèrent les insurgés grecs.
Après l'indépendance, ses choix politiques (soutien de Ioánnis Kapodístrias puis du parti russe) lui valurent l'antagonisme des Bavarois autour du roi Othon. Il fut emprisonné et condamné à mort, puis gracié.

## Famille et formation

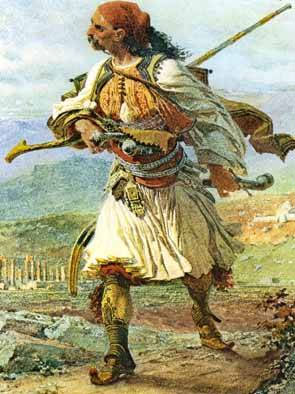
Représentation d'un klephte, ou armatole ou kapos.

La présence de la famille Kolokotrónis est attestée en Messénie dès le XVIIe siècle. Son histoire est entourée de nombreuses légendes, faisant de Theódoros le rejeton d'une famille exceptionnelle. Elle aurait été alors une des plus riches de la région, jusqu'en 1660 où une colonne ottomane pilla et brûla le village de Roupaki où elle avait la plus grande partie de ses terres et de ses propriétés. À la fin du siècle, un des ancêtres de Theódoros, Markos, aurait enlevé une jeune fille d'une des plus importantes familles de Léontari, entraînant ainsi une guerre de clans qui aurait duré dix ans et se serait terminée par la victoire des Kolokotrónis. Un des fils de Markos, Yannis, le grand-père de Theódoros aurait été une force de la nature réalisant des exploits surhumains et ayant à son actif la mort de sept cents Turcs.
Theódoros naquit en Messénie à Ramavouni le 3 avril (julien) 1770. Il était fils de Constantin Kolokotrónis, un klephte chef de bande qui combattit l'occupation ottomane de la Grèce lors de la « révolution d'Orloff » en 1770. Le Sultan utilisa des troupes albanaises pour écraser cette révolte. Ensuite, les Albanais pillant la péninsule et empêchant l'impôt de rentrer, le Sultan engagea les klephtes comme armatoles pour les chasser. Une fois ce travail terminé, en 1774, le chef de bande le plus puissant, Constantin Kolokotrónis, fut mis à mort. Puis, les Grecs furent dispersés par les troupes ottomanes. Selon d'autres sources, inspirées des Mémoires de Kolokotrónis, son père aurait été tué par les Ottomans en 1785, à la suite d'un combat acharné de douze jours et douze nuits.
Theódoros Kolokotrónis précise dans ses Mémoires qu'il naquit au pied d'un arbre, car son père, klephte avait dû partir dans la montagne après l'échec de la révolution d'Orloff.
À la mort de son père, Theódoros, âgé de quinze ans, aurait été choisi comme chef du clan, composé de douze Kolokotrónis (ses oncles et ses cousins) et de cent-cinquante fidèles. D'autres sources le font chef d'une bande constituée de combattants irréguliers à vingt ans seulement. Il fut, en fonction du moment, klephte (bandit de grand chemin justifiant ses exactions par la lutte nationale), mais aussi armatole (klephte utilisé de façon officieuse par l'Empire ottoman) et enfin kapos (klephte au service des notables grecs ou primats du Péloponnèse). Il avait commencé à construire sa fortune grâce à ses activités klephtiques. Il devint définitivement riche en épousant la fille d'un notable de Léontari en 1790. Il eut au moins trois fils : Pános et Ioannis qui combattirent à ses côtés lors de la guerre d'indépendance, ainsi que Constantin qui épousa la fille unique de Canelo Deligiannis en 1823 pour rapprocher les deux clans.
Ses activités de chef de bande lui valurent l'animosité des autorités ottomanes dès 1797. En 1802, un firman du Sultan demandait aux primats grecs de Morée la tête de Kolokotrónis ou la leur. Un autre promettait quatre ans d'exemption d'impôt au village qui livrerait la famille Kolokotrónis. De nombreuses légendes auréolent cette période et ses biographes du XIXe siècle, inspirés par son autobiographie, multiplient les épisodes romanesques de poursuites, de trahison et de héros solitaire triomphant de toutes les adversités.
En 1805-1806, les Ottomans tentèrent d'éliminer les klephtes. Le 1er février 1806 (julien), les troupes ottomanes assiégèrent le clan Kolokotrónis dans le monastère de la Panaghia d'Aimiala à Demetsana. Victorieux, ils capturèrent et exécutèrent Georgas, Giorgios et Giannis Kolokotrónis. Theódoros réussit à s'enfuir et à se réfugier à Zante dans les Îles Ioniennes, avec sa femme et trois autres klephtes. Il ne pouvait retourner en Grèce car il était sous le coup d'une condamnation à mort par les autorités ottomanes. Il servit alors dans les différentes armées qui contrôlèrent l'archipel : russe, française puis britannique. Après avoir servi les dans l'armée russe, il se serait fait corsaire contre les Turcs, à bord d'un brick affrété par les autorités insulaires. Ses activités l'auraient mené jusqu'à la péninsule du mont Athos. Mais, la mer ne lui plaisait pas. Il reprit du service sur terre. Lorsque les îles devinrent protectorat britannique, Kolokotrónis entra dans l'armée britannique. En 1810, il portait le grade de major dans la Duke of York Greek Light Infantry. Il était alors sous les ordres de Richard Church, un philhellène qui devint Commandant en chef des forces grecques en 1827.
Le 1er décembre 1818 (julien), Theódoros Kolokotrónis fut initié dans la Filikí Etería par Christos Anagnostaras. Il y fut connu sous le numéro de code 118.

## La guerre d'indépendance grecque

Le Serment à Aghia Lavra.
Ce tableau de Theódoros Vryzákis commémore le soulèvement du 25 mars 1821.

La guerre d’indépendance grecque fut une guerre de libération contre l’occupation ottomane. Les affrontements principaux eurent lieu en Épire, autour d’Athènes et surtout dans le Péloponnèse où Theódoros Kolokotrónis se distingua.
Le gouverneur ottoman de la région de l'Épire, Ali Pacha de Janina cherchait à assurer définitivement l’indépendance de ses possessions. Il s’était révolté contre le Sultan Mahmoud II en 1820. La Sublime Porte (nom aussi donné au gouvernement de l’Empire ottoman) avait dû mobiliser autour de Ioánnina toute une armée commandée par le gouverneur ottoman du Péloponnèse Khursit Pacha. Pour les patriotes grecs organisés dans l’Hétairie et qui préparaient le soulèvement national depuis la fin du XVIIIe siècle, cette rébellion rendait le moment favorable. Il y avait potentiellement moins de soldats turcs disponibles pour réprimer leur soulèvement. L’insurrection fut déclenchée dans le Péloponnèse. Elle commença entre le 15 et le 20 mars 1821 sous la double impulsion de Theódoros Kolokotrónis et de l’archevêque de Patras, Germanos, qui proclama la guerre de libération nationale le 25 mars (julien). Au même moment, Alexandre Ypsilántis pénétrait en Moldavie et Valachie, second foyer prévu pour l'insurrection, à la tête d'une troupe composée de membres de l'Hétairie installés en Russie. L'Empire ottoman réduisit l'insurrection dans les provinces danubiennes en neuf mois alors qu'en Grèce même, les insurgés triomphaient.
Theódoros Kolokotrónis sut, lors des combats qu'il mena, combiner son expérience de la guérilla acquise dans sa période klephte et du combat régulier acquise au service des Britanniques pour devenir un chef de guerre redoutable et redouté des Ottomans. Il avait lui-même une haute opinion de ses capacités ; il écrit dans ses Mémoires : « Si Wellington me confiait une armée de 40 000 hommes, je pourrais la commander ; si je lui confiais 500 Grecs, il ne pourrait pas les commander plus d'une heure. ».

### Victoires dans le Péloponnèse
Le 6 janvier 1821 (julien), il quitta Zante et rejoignit le Magne où il débarqua à Kardamýli, avec sept hommes. Il avait alors cinquante ans. Son arrivée dans la péninsule était un des signes avant-coureurs de l'insurrection. Son but était d'organiser les diverses bandes rivales de klephtes dans le sud du Péloponnèse. Il écrivit à tous les chefs de familles (et donc de clans et de bandes) et il fit dire à la population de se préparer à un futur soulèvement.

#### Les débuts de l'insurrection grecque

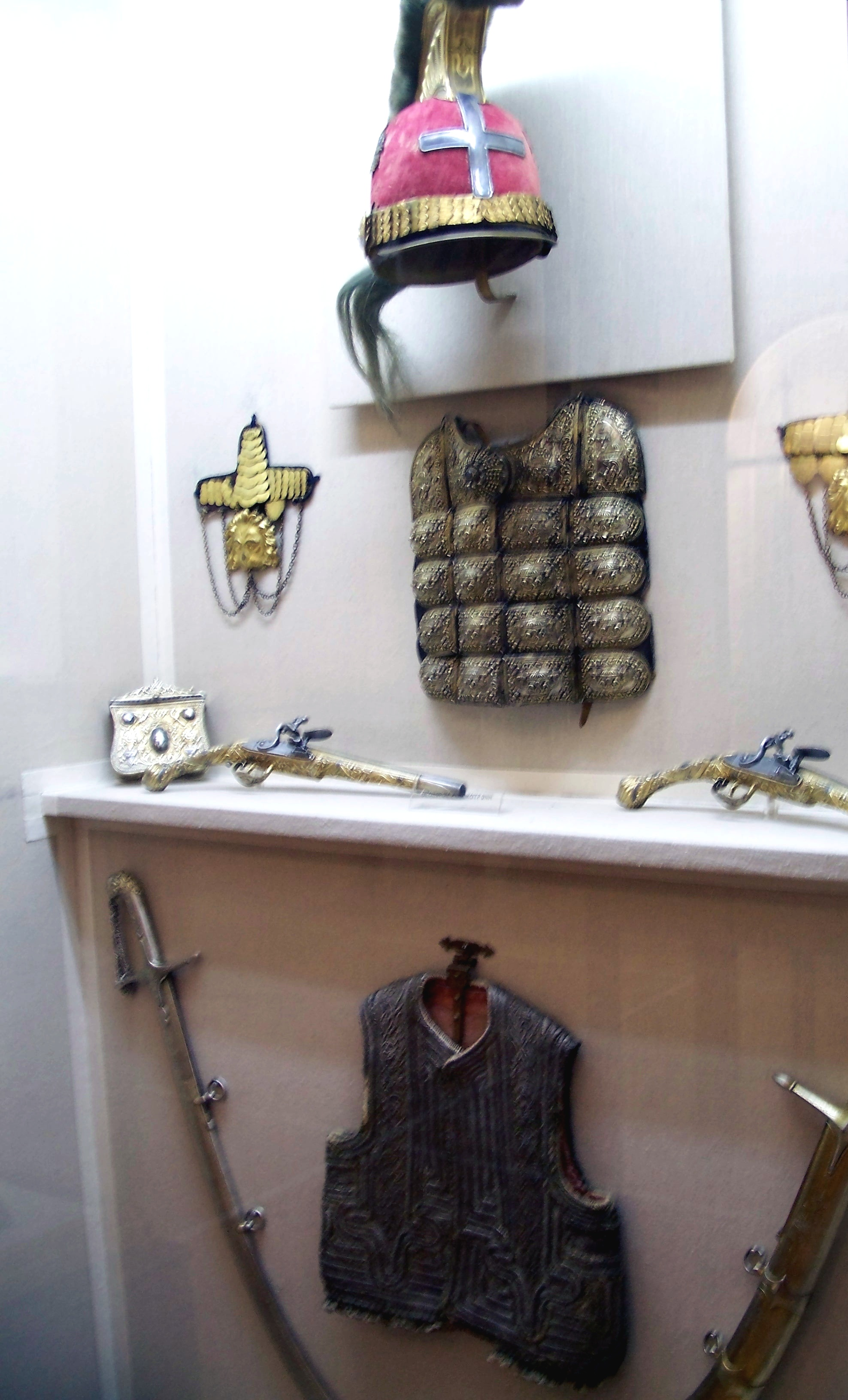
Les armes de Kolokotrónis.

Si la tradition a retenu la date du 25 mars (jour de l'Annonciation) comme début symbolique du soulèvement grec, des combats eurent lieu un peu avant. Si Patras revendique le fait d'être la première ville à s'être insurgée, d'autres lui contestent ce droit. Areópoli s'est soulevée le 17 mars (julien), mais les Turcs n'y étaient pas présents. La première ville libérée de la présence ottomane fut Kalamata, le 23 mars (julien). Kolokotrónis participa aux combats.
Le 20 mars (julien), des troupes grecques mirent le siège devant la ville : Papaphléssas d'un côté et Kolokotrónis à la tête de 2 000 hommes venus des clans maniotes de l'autre. L'enthousiasme de la population est raconté par Kolokotrónis dans ses Mémoires :
« Partout, ils sortaient de chez eux et venaient à notre rencontre, portant leurs icônes sacrées tandis que les popes chantaient des actions de grâce. Une fois, je ne pus retenir mes larmes devant l'amour qui m'était montré. Nous avancions ainsi, suivis par la foule. »
Les Turcs livrèrent la place le 23 mars, en échange de la vie sauve. Ils furent malgré tout « dévorés par la lune », selon l'euphémisme grec. Un Sénat de Messénie, précurseur du Sénat du Péloponnèse (tous les deux assemblée de notables (« bourgeois », prêtres, chefs de guerre) représentative mais non élue), fut immédiatement mis sur pied.
Le lendemain, Kolokotrónis marcha vers le nord, vers Karýtena, un village au centre de la péninsule, où des Grecs insurgés assiégeaient une petite garnison ottomane. Au même moment, des renforts ottomans étaient envoyés depuis Tripolizza, capitale ottomane du Péloponnèse, à une trentaine de kilomètres à l'est de Karýtena. Kolokotrónis décida d'empêcher ces renforts (autour de 3 000 cavaliers et fantassins) d'atteindre leur objectif. Il organisa l'embuscade et s'installa sur une petite hauteur avec son télescope (qu'il ne prêtait à personne) pour surveiller les mouvements ennemis. Lorsqu'il donna le signal de l'attaque, il se rendit compte que ses hommes, des irréguliers, s'étaient évaporés. Il dut se cacher et laisser passer les soldats ottomans. Lorsqu'il réussit à rejoindre les diverses bandes qui avaient constitué sa troupe, les différents chefs lui annoncèrent qu'ils préféraient aller assiéger Coron, Modon ou Navarin plutôt que de lui obéir et d'aller attaquer Tripolizza qu'il avait choisi, lui. Il resta seul, accompagné d'un unique jeune soldat que Papaphléssas lui avait laissé, pour éviter, dit-il dans ses Mémoires qu'il fût dévoré par les loups. Il dut néanmoins réussir à réunir une petite troupe, puisque, le 29 mars (julien), à Aghios Athanasios près de Karýtena, à la tête de 300 Maniotes, il affronta durant six heures 1 700 soldats ottomans, venus d'Andrítsena. Ce fut la première véritable bataille rangée de la guerre. Les Ottomans reculèrent. Kolokotrónis les poursuivit, les affronta et les vainquit à nouveau au passage de l'Alphée, près de Chazelaga. Les Turcs perdirent autour de 500 hommes.
Le 28 avril (julien), il fut nommé, par les notables et les chefs de guerre du Péloponnèse, réunis dans le Sénat (ou Gérousia) du Péloponnèse, Commandant en chef (archistrátigos) de la région de Karýtena. On lui confia la coordination des opérations militaires autour de Tripolizza en vue de prendre la ville, capitale ottomane du Péloponnèse et donc objectif politique symbolique dont il avait lui-même fait un de ses premiers buts de guerre. À la même époque, il organisa au sein de ses troupes une sorte de « bataillon sacré » de quatre cents hommes qui devinrent ses « somatophylakes » (gardes du corps) avec officiers, prêtres, tambours et étendard propres. Ce corps lui resta fidèle tout au long de la guerre.
Karýtena devint alors le «fief» de Kolokotrónis. Il fit restaurer le donjon qu'Hugues de Briel y avait fait construire au XIIIe siècle. Il le fit garnir de canons. La forteresse devint sa place-forte. Elle lui servit de retraite quasi-inexpugnable lors des guerres civiles, des campagnes d'Ibrahim Pacha et de son opposition au roi Othon au début des années 1830.

#### Le Siège de Tripolizza

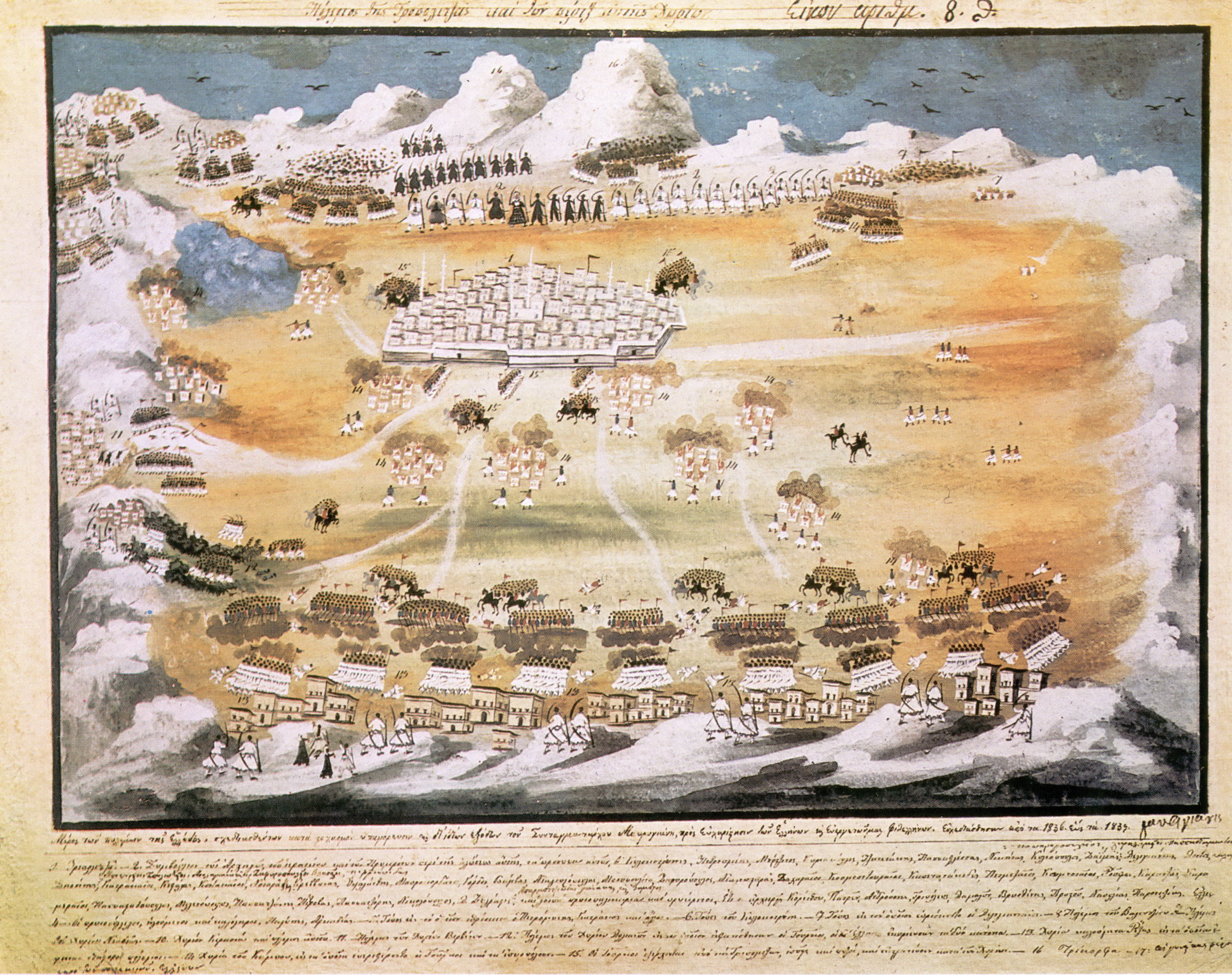
Le siège de Tripolizza. Gravure de Panagiótis Zográfos pour les Mémoires de Yánnis Makriyánnis.

Les troupes grecques (plus de 6 000 hommes) s'étaient rassemblées dans les camps autour Tripolizza, au printemps 1821. Ils se trouvaient dans les villages de (du nord au sud) Levidi, Piana, Chrysovitsi, Valtéstsi et Vérvena. Theódoros Kolokotrónis avait alors imposé leur réorganisation. Jusque-là, les insurgés appartenaient à une bande, très souvent familiale (comme du temps où ils étaient klephtes) et obéissaient au chef de celle-ci, très souvent l'aîné de la famille. Leur armement était rudimentaire, le plus souvent un couteau voire des outils agricoles reconvertis (fer de bêche par exemple). Il n'y avait aucune coordination entre les bandes dont les chefs poursuivaient des objectifs personnels. Le ravitaillement était assuré par les femmes.
L'archistrátigos, qui avait suivi une formation militaire dans les troupes britanniques des îles ioniennes, imposa un fonctionnement plus rationnel. Les chefs de bande furent officiellement nommés «officiers», par un brevet écrit. Ils devaient fournir un décompte exact du nombre d'hommes constituant leur groupe. Cela évita qu'ils le gonflent afin d'obtenir plus d'armes, plus de nourriture et plus d'argent pour les soldes. Cela empêcha aussi que les hommes retournent chez eux sans qu'on le sût. Kolokotronis imposa enfin son commandement centralisé, une certaine discipline dans les bandes et une coordination entre celles-ci. Ainsi, il les faisait manœuvrer tous les matins.
Ces réformes portèrent leurs fruits. Le 24 mai (12 mai julien), les Turcs de Tripolizza tentèrent une sortie pour raser le camp commandé par les Mavromichalis à Valtetsi. Le commandant ottoman espérait que les Grecs se replieraient face à une démonstration de force ottomane. Ils résistèrent au contraire. De plus, Kolokotrónis arriva au cours de la journée avec 1 200 hommes en renfort du camp de Chrysovitsi. La bataille dura 23 heures et se solda par une victoire grecque. Les Turcs auraient laissé derrière eux 300 morts et 500 blessés. Les Grecs auraient perdu 150 hommes, même s'ils ne reconnurent que quatre morts et dix-sept blessés. La réorganisation des troupes imposée par Kolokotronis était justifiée et avait atteint son but,,. Le 21 mai (julien), Kolokotrónis prit le village de Zarakova, tout proche de Tripolizza. Il le transforma en dépôt pour l'ensemble des opérations.

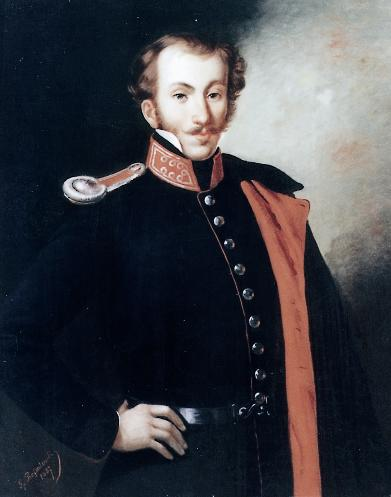
Dimítrios Ypsilántis.

Fin juin, Dimítrios Ypsilántis rejoignit les troupes grecques à Tripolizza. Son arrivée divisa les Grecs. Une partie le soutint, malgré la désastreuse défaite subie par son frère Alexandre dans les provinces danubiennes. Une deuxième partie resta fidèle à Theódoros Kolokotrónis. Une troisième partie était constituée de la classe des «notables» (clergé et propriétaires terriens) qui avaient acquis leur fortune et leur pouvoir au service de l'occupant ottoman. Ces chefs «civils», ou primats, (proésti ou prókriti en grec et kojabashi en turc) n'avaient apporté leur soutien à l'insurrection nationale que parce qu'ils désiraient remplacer l'autorité ottomane par la leur. Ils virent alors dans l'arrivée d'Ypsilantis un moyen de diminuer l'aura de Kolokotrónis et des «militaires». Les futures guerres civiles entre insurgés grecs étaient donc déjà en germe lors de ce siège. Les hommes de Kolokotrónis ne tardèrent à proposer à leur chef l'élimination physique des primats.
Dès son arrivée à Tripolizza, Ypsilantis suggéra de remplacer le Sénat du Péloponnèse par un gouvernement dont il serait le chef. Il demandait aussi à être nommé Commandant en Chef des forces armées grecques. Il déclencha alors la colère et des «civils» et des «militaires», créant une alliance de fait entre les primats et Kolokotrónis. Cette entente (temporaire) évita alors la guerre civile et le massacre des primats par les hommes de Kolokotrónis.
Un compromis fut finalement trouvé. Le 1er juillet (julien), le Sénat du Péloponnèse nomma Ypsilántis à sa tête. Ce rôle faisait aussi de lui, comme pour d'autres chefs d'État, le chef des forces armées grecques. Kolokotrónis conservait le commandement réel, et le titre d'archistrátigos,.
Le 10 août (julien), Mustapha Bey tenta une dernière sortie. Ses troupes se heurtèrent au fossé que Kolokotrónis avait fait creuser autour de Tripolizza pour justement parer à cette éventualité. Le sort de la ville était joué.
Au cours des négociations pour la reddition de la ville, Dimitrios Ypsilantis quitta le siège, avec une partie des troupes. Kolokotrónis lui aurait suggéré d'aller empêcher un potentiel débarquement turc sur la côte nord du Péloponnèse où la flotte ottomane avait commencé à se montrer. Kolokotrónis lui avait adjoint son propre fils, Pános. Il semblerait qu'il ait ainsi trouvé le moyen d'éloigner son rival Ypsilantis et d'être sûr, avec l'aide de son fils, qu'il resterait loin. De même, il semblerait qu'Ypsilantis ait sauté sur ce prétexte pour s'éloigner de la ville et ne pas partager la responsabilité des événements qui se profilaient.
Le 5 octobre 1821 (23 septembre julien), alors que les négociations se poursuivaient et qu'une trêve était donc plus ou moins en application, un petit groupe de Grecs s'approcha de la porte sud-est de la ville, pour vendre des fruits, comme c'était devenu l'habitude. Ils découvrirent qu'elle n'était plus gardée et profitèrent de l'occasion. Ils se précipitèrent dans la ville et en ouvrirent la porte principale. Les Grecs s'y engouffrèrent et commencèrent le carnage et le pillage. Kolokotronis et Giatrako qui pénétrèrent alors à cheval dans la ville furent incapables de faire entendre raison à leurs hommes. La quasi-totalité des Turcs furent tués. Le carnage et le pillage durèrent trois jours. Quelques Ottomans eurent la vie sauve, protégés par Kolokotronis et Petrobey : la plupart des officiers ottomans, dont Mustapha Bey et les femmes de Khursit Pacha, le gouverneur ottoman du Péloponnèse.
Dès la prise de la citadelle de la ville, Kolokotrónis s'y enferma, avec quelques-uns de ses hommes et membres de sa famille, et s'empara de toutes les richesses qui y avaient été accumulées. Cette fortune lui servit durant la suite de la guerre, surtout pendant les guerres civiles entre Grecs, puisqu'il pouvait solder lui-même ses fidèles, sans dépendre du pouvoir. Il profita aussi des retombées politiques de sa victoire. Il avait été un des principaux avocats de la prise de la ville qu'il avait réalisée lui-même. Il apparaissait donc comme un stratège victorieux. Il devint de fait le véritable commandant en chef des troupes grecques, tandis que l'étoile d'Ypsilantis pâlissait.

#### Corinthe et Patras
Le 14 janvier 1822 (julien), Theódoros Kolokotrónis négocia et obtint la reddition des troupes ottomanes retranchées dans la forteresse de Corinthe. Il utilisa dans les négociations l'aga de la ville, Kiamil-Bey, qu'il avait capturé à Tripolizza.
Patras était un des hauts lieux de l'insurrection grecque. Le 25 mars (julien) 1821, Germanos y avait, selon la légende, proclamé le soulèvement national. Les combats dans la ville avaient entraîné le départ des troupes ottomanes. Le 3 avril (julien) 1821, Yussuf Pacha reconquit la ville et en fit massacrer la population. Les Grecs essayèrent alors de reprendre la ville. Au début du mois de mars 1822, Kolokotrónis, Zaimis et Deligiannis, à la tête de 6 300 pallikares y mirent le siège. Kolokotrónis s'empara de Gerokomeion, dans les faubourgs de la ville le 2 mars 1822 (julien). Le 21 mars (julien), Yussuf Pacha et Mehmet Pacha firent une sortie avec 8 000 hommes et repoussèrent les Grecs vers les montagnes. Kolokotrónis sut rallier ses hommes une fois les hauteurs atteintes et il transforma la déroute en contre-attaque. Les Ottomans, croyant que les Grecs avaient reçu des renforts se replièrent, après avoir perdu 200 hommes,. La semaine suivante, il défit une nouvelle contre-attaque ottomane à Saravili, au sud-est de la ville. Les Turcs perdirent un millier d'hommes, morts ou blessés. Mais, à la suite d'un différend avec le gouvernement, il leva le siège le 23 juin (julien) et partit pour Tripolizza, devenu entre-temps Tripolis. Le différend était lié à la division entre «politiques» et «militaires» lors de l'Assemblée nationale d'Épidaure au début de l'année.

#### Dervénakia

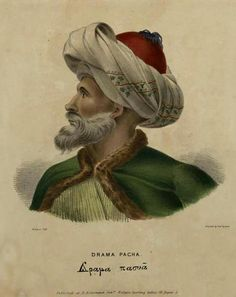
Dramali Pacha

Khursit Pacha, gouverneur ottoman du Péloponnèse avait été envoyé en Épire pour mater la rébellion d'Ali Pacha. Au printemps 1822, après la défaite et la mort de celui-ci, Khursit Pacha rassembla à Larissa une armée afin de reconquérir la péninsule alors presque aux mains des insurgés grecs. Les troupes restées en Épire, commandées par Omer Vrioni, devaient marcher vers le sud, s'attaquer à Missolonghi, prendre la ville et le port, traverser le golfe de Corinthe, renforcer les Ottomans à Patras puis marcher sur Tripolizza. L'armée de Larissa, dont le commandement fut confié à Mahmud, Pacha de Dráma, dit Dramali Pacha, marcherait vers le sud et l'isthme de Corinthe, pour reprendre la citadelle de Corinthe, l'Akrocorinthe, puis s'emparer d'Argos, alors siège du gouvernement provisoire de la Grèce insurgée.
Il devait ensuite porter secours aux Ottomans assiégés dans Nauplie en leur faisant parvenir munitions et ravitaillement, et enfin marcher sur Tripolizza. L'armée de Dramali est mal connue. On ne dispose que de nombreuses estimations : autour de 20 000 soldats dont une bonne partie de cavaliers (entre un tiers et deux tiers), des milliers de personnes (femmes, esclaves, serviteurs, etc.) suivaient, comme c'était souvent le cas, cette armée qui disposait aussi de 30 000 bêtes de somme (dont des chameaux). Le ravitaillement (des hommes et des bêtes) était un des problèmes principaux de Dramali. La campagne ne pouvait qu'être, et se devait d'être, rapide.
En juin, les troupes ottomanes s'installèrent sans coup férir dans la citadelle d'Akrocorinthe abandonnée par les Grecs et en firent leur quartier général. Le Sénat du Péloponnèse nomma alors Theódoros Kolokotrónis commandant en chef des troupes (autour de 2 000 hommes) chargées d'empêcher la marche de Dramali. Le premier geste de Kolokotrónis fut de réunir tous ceux qui savaient écrire pour envoyer partout des lettres demandant du renfort. Entre 5 000 et 6 000 hommes répondirent à l'appel. Son plan était de bloquer les troupes ottomanes dans la plaine d'Argos. Des troupes grecques devaient empêcher toute retraite en tenant les cols étroits par où passaient les deux principales routes vers Corinthe. Dramali ne devait pas prendre Argos (que le gouvernement avait évacuée), défendue par Dimítrios Ypsilántis à la tête de 700 hommes. Il devrait alors marcher vers Tripolizza. Kolokotrónis lui couperait la route et le déferait,.

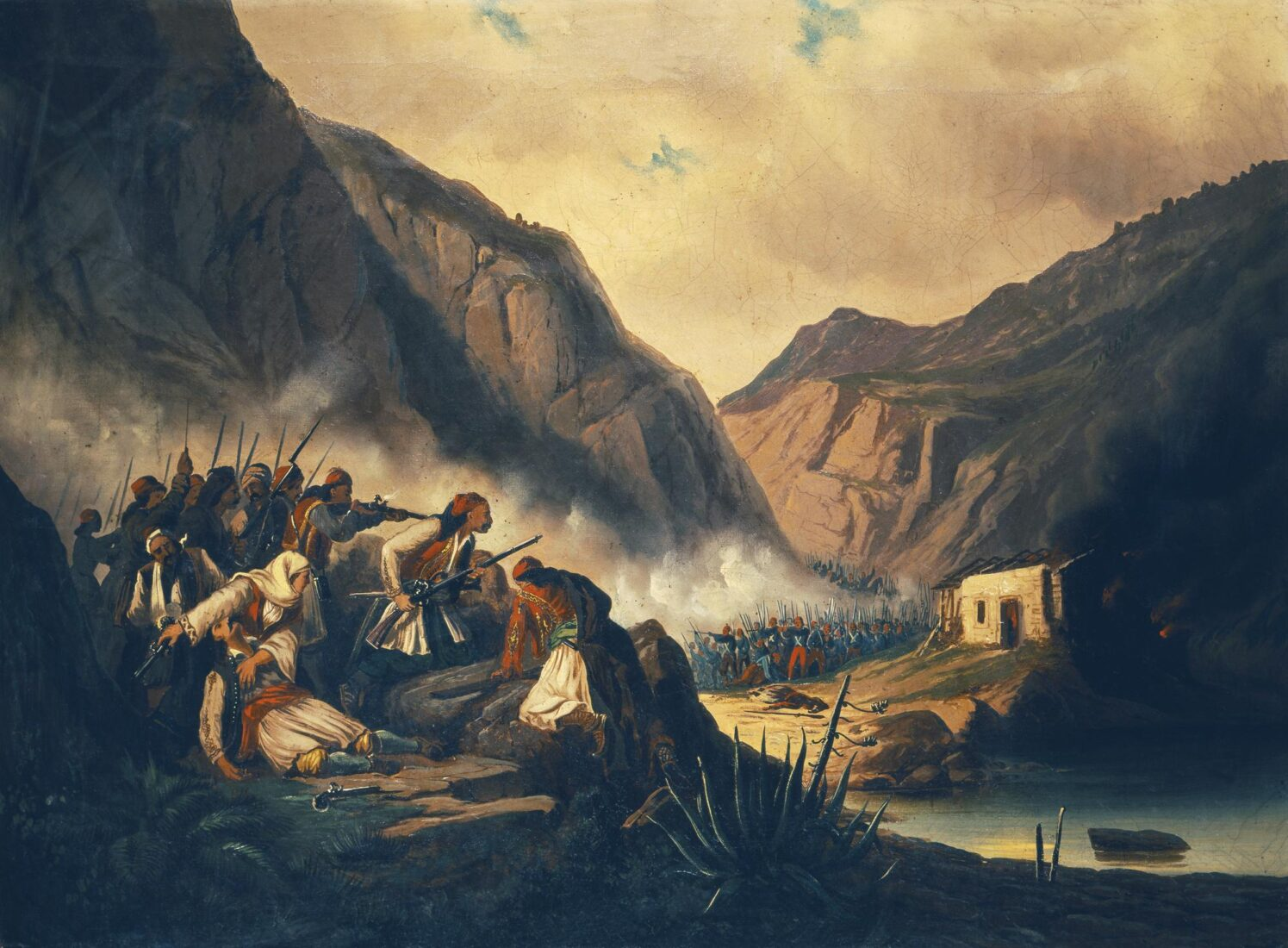
Theódoros Vryzákis, La Destruction de Dramali à Dervénakia.

Le 24 juillet (grégorien), Dramali mit le siège devant la citadelle d'Argos. Malgré la disproportion des forces, la citadelle tint bon, principalement grâce à l'inefficacité de l'artillerie ottomane. Kolokotrónis envoya fin juillet une colonne de secours à la ville. Elle fut repoussée et perdit plus de 150 hommes. Le 1er août, il tenta une nouvelle attaque pour dégager la ville, à la tête de ses hommes renforcés par 1 300 Arcadiens. Les combats se déroulèrent pendant trois jours et trois nuits entre des moulins proches d'Argos et la citadelle. L'objectif de dégager la ville ne put être atteint. Cependant, les défenseurs purent profiter du tumulte pour évacuer.
Le 3 août, les Ottomans s'emparèrent donc de la citadelle d'Argos. Cependant, leurs vivres s'épuisèrent. Kolokotrónis, qui disposait alors de 9 000 hommes, avait imposé une politique de la terre brûlée autour de Corinthe et en Argolide. Les forces ottomanes durent se replier. La route la plus directe entre Argos et Corinthe passe par le défilé de Dervénakia ou par la passe plus difficile d'Ayos Sostis, à proximité; plus à l'est existe une autre passe, près d'Áyion Óros. Le 5 août, l'infanterie albanaise de Dramali passa à travers les montagnes, en évitant le col, et atteignit sans encombre Corinthe. La cavalerie ne pouvait y avoir recours. Le 6 août (26 juillet julien) 1822, une première partie des troupes de Dramali, ayant trouvé la voie principale bloquée, s'engagea dans les défile d'Ayos Sostis. Theódoros Kolokotrónis avait réparti 3 000 de ses hommes entre Dervénakia et Áyion Óros avec à leur tête son neveu Nikétaras, Papaphléssas et Ypsilántis. La technique employée avait déjà fait ses preuves dans d'autres engagements du même genre. Lorsque les Ottomans étaient suffisamment avancés, des troncs et des rochers dévalaient le long des parois, puis les tireurs grecs entraient en action et enfin, les pallikares dévalaient à leur tour et le combat au corps à corps commençait. Les seuls survivants étaient ceux battant en retraite en abandonnant chevaux, armes et bagages.
La scène se répéta pendant trois jours. Dramali ne tenta de passer que le 8 août, ayant fait le détour par Ayon Oros. Il parvint à Corinthe. Les Grecs n'auraient eu à déplorer que quarante-sept morts. L'armée ottomane perdit entre 2 500 et 3 000 hommes morts ou blessés, ainsi qu'une bonne partie de son équipement et de son bagage. Les vainqueurs s'enrichirent en revendant leur butin. On considère que cette victoire sauva l'insurrection dans le Péloponnèse,.

#### Nauplie et Corinthe

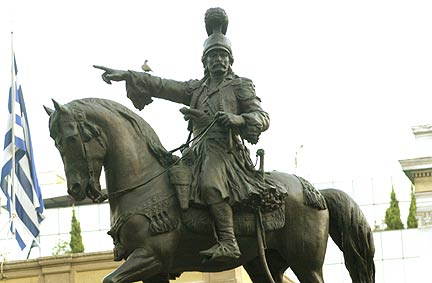
Statue équestre de Kolokotrónis à Athènes, devant l'ancien bâtiment du Parlement hellénique.

Nauplie ne pouvait plus espérer de secours. Kolokotrónis rejoignit le siège de la ville le 29 novembre (julien) 1822. Le 3 décembre (julien), il négociait un accord avec les commandants des places-fortes. Les troupes ottomanes acceptaient d'évacuer les forts, en échange, elles obtenaient le libre-passage vers l'Asie mineure.
Il offrit le même type d'accord aux Turcs qui tenaient la forteresse d'Akrocorinthe : la reddition en échange du libre-passage vers Salonique le 26 octobre 1823 (julien).

### Les guerres civiles
La victoire de Kolokotrónis à Dervénakia alors que le gouvernement provisoire avait selon les uns évacué, selon les autres fui Argos, posa avec encore plus d'acuité le problème des relations entre le pouvoir militaire et sa légitimité issue de ses victoires et le pouvoir civil et sa légitimité issue des « élections ».

#### Les divisions entre Grecs
L'Assemblée nationale d'Épidaure, avait réuni en décembre 1821 et janvier 1822, des représentants des diverses régions insurgées. Ils étaient alors divisés en deux partis : celui des « politiques » ou des « notables » et celui des « capitaines » ou des « militaires ». Les politiques, dirigés par Aléxandros Mavrokordátos, étaient plutôt libéraux et défendaient le concept de souveraineté nationale, à l'occidentale. Le parti des capitaines était dirigé par Kolokotrónis, en lien étroit avec Dimítrios Ypsilántis, les deux hommes s'étant réconciliés. Ils penchaient pour la mise en place d'un pouvoir autoritaire voire dictatorial, inspiré du modèle russe, le temps du conflit. Mais, le parti « militaire » était divisé en nombreux courants, correspondant aux différents chefs de guerre. Le parti des politiques réussit à imposer sa conception du pouvoir. Il l'avait emporté sur le parti des militaires. Ces derniers ne voulaient pas reconnaître leur défaite tandis que les politiques désiraient se débarrasser définitivement d'eux. Les effets s'en firent sentir lors de l'Assemblée nationale d'Astros.

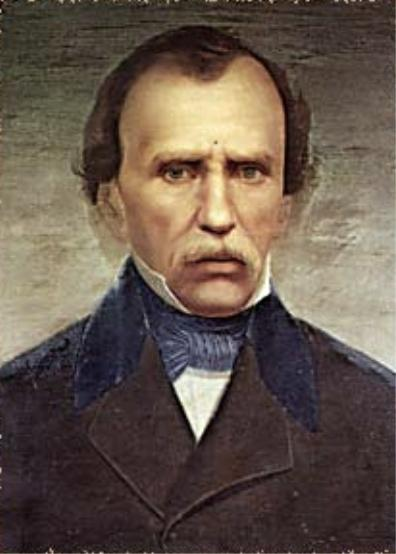
Andréas Metaxás

Elle se réunit en avril 1823, dans la petite ville d'Astros, à quelques kilomètres au sud de Nauplie. En fait, les délégués s'étaient répartis dans deux camps différents, dans deux villages à côté d'Astros. D'un côté les politiques autour d'Aléxandros Mavrokordátos et de l'autre les militaires, autour de Kolokotrónis, et entre les deux, un vaste fossé. Chaque camp était protégé par des hommes en armes : 800 chez les militaires et 2 400 chez les politiques. Le différend se précisa. Les politiques voulaient contrôler les militaires et leurs actions dans la guerre d'indépendance. Les militaires, Kolokotrónis en tête, considéraient que les politiques ne devaient se charger que du ravitaillement.
Parmi ses différentes décisions, l'Assemblée réforma Bouleutikó qui exerçait le pouvoir législatif et ses relations avec l'Exécutif. L'Assemblée nomma les membres du Bouleutikó qui à son tour devait nommer les cinq personnes chargées de l'Exécutif. Le Bouleutikó fut alors composé de « politiques ». Il décida immédiatement la suppression du poste de Commandant en Chef. C'était un moyen de diminuer l'influence de Kolokotrónis. Pour apaiser l'ancien archistrátigos, le Bouleutikó nomma des membres du parti des militaires, comme Petros Mavromichalis ou Andréas Metaxás dans le nouvel Exécutif. Ce ne fut pas suffisant.
À la fin de la session, en juin 1823, il fut décidé de déplacer le siège du gouvernement (Bouleutikó et Exécutif) à Tripolis, la ville au centre du Péloponnèse, reconstruite après le siège victorieux par Kolokotrónis. C'était l'installer dans la région où il avait le plus d'influence. Et en effet, l'Exécutif décida immédiatement de convoquer une nouvelle Assemblée nationale, à Karýtena. Plutôt que d'en arriver à cette extrémité, le Bouleutikó décida de nommer aussi Kolokotrónis membre de l'Exécutif, mais dans des termes tels qu'il ne pouvait refuser sans déclencher la guerre civile, et qu'il ne refusa donc pas :
« Si vous n'acceptez pas cette offre que vous font le Peuple et le Gouvernement, et si vous n'ordonnez pas à vos hommes de cesser toute action contre le Gouvernement, alors, le Gouvernement se trouverait dans la désagréable obligation de vous déclarer, vous et vos proches, rebelles et de vous pourchasser comme traîtres et ennemis du Peuple. Si dans le conflit qui suivait, vous étiez victorieux (ce que nous ne pouvons croire), alors les Grecs de Roumélie et des îles devraient se résoudre à chercher une paix honorable avec les Turcs. »
La menace turque était toujours présente. Une nouvelle offensive sur le Péloponnèse avait été décidée. Le plan était similaire à celui de l'attaque de Dramali : une attaque terrestre et maritime sur l'isthme de Corinthe et une sur Missolonghi. Les Grecs décidèrent de l'anticiper. Les différentes forces grecques, commandées par Kolokotrónis, Nikétaras ou Odysséas Androútsos, devaient se rejoindre aux environs de Platées. Elles se portèrent ensuite à la rencontre des troupes ottomanes près de Livadiá et de l'Hélicon. Le 7 juillet 1823, les Turcs tentèrent de s'emparer du monastère Saint-Luc et de ses richesses. Les Grecs attaquèrent alors, Odysséas à l'aile droite, Nikétaras sur l'aile gauche et Kolokotrónis, avec le gros des troupes au centre. Les Turcs battirent en retraite. Les deux ailes les devancèrent au défilé du Céphise et les y écrasèrent, comme les troupes de Dramali l'année précédente. Les Grecs s'emparèrent du campement ottoman et de ses provisions, armes, munitions et richesses.
Les deux branches du gouvernement furent éloignées, en août, des régions favorables à Kolokotrónis. Elles partirent pour Salamine, avant de se séparer en octobre. L'Exécutif, dominé par les militaires du Péloponnèse s'installa à Nauplie, tandis que le Bouleutikó, aux mains des politiques se plaça sous la protection des îles d'armateurs Hydra et Spetses en s'installant au bout de la péninsule de l'Argolide, à Kranídi.
Kolokotrónis n'aurait peut-être pas accepté l'obligation qui lui avait été faite d'entrer dans le Bouleutikó, s'il n'y avait pas vu son propre intérêt (financier). Mais, au fil des mois, les «raisons» de rester devinrent de moins en moins «évidentes». Il se rendit aussi compte que sa réputation en souffrait. Les Grecs le considéraient de moins en moins comme le héros de Tripolizza et de Dervénakia, et de plus en plus comme un politicien comme les autres. Fin octobre, il quitta l'Exécutif.

#### Les conflits

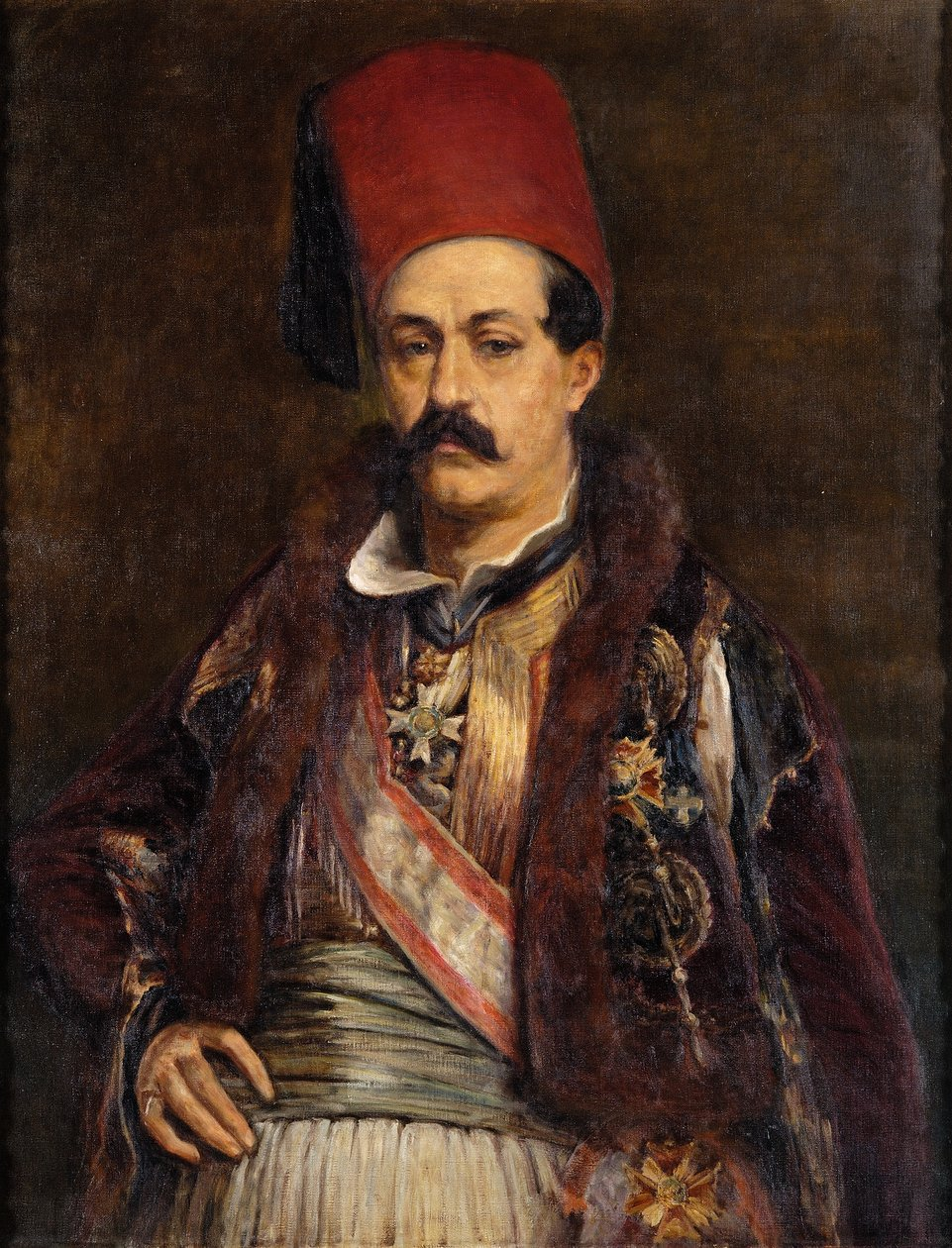
Ioannis Kolettis

À l'automne 1823, Bouleutikó et Exécutif ne cessèrent de s'affronter, au moindre prétexte. Un des conflits les plus durs se fit à propos du quorum du vote d'une taxe sur le sel. Finalement, le 7 décembre (julien), le Bouleutikó démit Andréas Metaxás de son poste dans l'Exécutif et nomma à sa place un politique, Ioánnis Koléttis.
Le lendemain, 9 décembre, les partisans de Kolokotrónis réagirent. Son fils, Pános, prit la tête de 200 hommes qui, de Nauplie, marchèrent sur Argos où le Bouleutikó était en séance. Il se dispersa avant l'arrivée des troupes pour à nouveau trouver refuge à Kranídi, sous la protection d'Hydra et Spetses. Sa première décision fut de démettre les derniers militaires de l'Exécutif et de les remplacer par des politiques, dont Geórgios Koundouriótis, armateur hydriote. Les membres démis de l'Exécutif n'acceptèrent pas cette décision. Ils furent rejoints par une douzaine de membres du Bouleutikó favorables au parti des militaires. Ils partirent fonder leur propre gouvernement à Tripolis. Au début de 1824, la Grèce insurgée avait deux gouvernements, un « politique » à Kranídi, protégé par la flotte et un « militaire » à Tripolis, protégé par les troupes de Kolokotrónis.

##### La première guerre civile
On considère qu'elle commença avec l'attaque du Bouleutikó à Argos par Pános Kolokotrónis le 9 décembre 1823 et se termina par sa reddition aux troupes du gouvernement de Kranídi en juin 1824. Nauplie, occupée par le clan Kolokotronis depuis sa reddition, fut le principal enjeu du conflit qui se déroula intégralement dans le Péloponnèse. Le gouvernement de Kranídi décida d'en faire sa capitale le 14 mars 1824 et ordonna donc à Pános Kolokotrónis de la lui remettre. Devant son refus, les troupes de Kranídi attaquèrent et prirent, sans effusion de sang, les différentes places fortes tenues par les fidèles du clan Kolokotrónis : Argos le 25 mars et Corinthe la semaine suivante.
Tripolis, siège de l'autre gouvernement, tenu par Theódoros Kolokotrónis, fut l'objectif suivant. Le siège fut mis début avril. Des échauffourées se produisirent au pied des remparts. Afin d'éviter un bain de sang, un accord fut trouvé et Kolokotrónis et ses hommes évacuèrent la ville mi-avril. Ils s'installèrent à Karýtena, à une trentaine de kilomètres à l'ouest. Là, Kolokotrónis procéda à une levée massive de troupes, puis, il revint mettre le siège de Tripolis. Un autre de ses fils, Yennéos, tenta au même moment une attaque contre le Bouleutikó (du gouvernement de Kranídi) installé alors à Argos. Comme son frère en décembre, il ne réussit pas à capturer les membres du Bouleutikó ce qui était pourtant son objectif.
En mai, le gouvernement des «politiques» contre-attaqua et réussit à disperser les troupes de Theódoros Kolokotrónis qui assiégeaient Tripolis. Le 3 juin, un accord entre les différentes factions fut trouvé. Le clan Kolokotrónis accepta de livrer Nauplie en échange de 25 000 piastres et d'une amnistie (accordée le 14 juillet) pour ses fidèles. Le 22 juin, le gouvernement des « politiques » s'installait triomphalement dans sa capitale. Les événements de Psara avaient aussi joué dans la réconciliation entre Grecs.

##### La seconde guerre civile

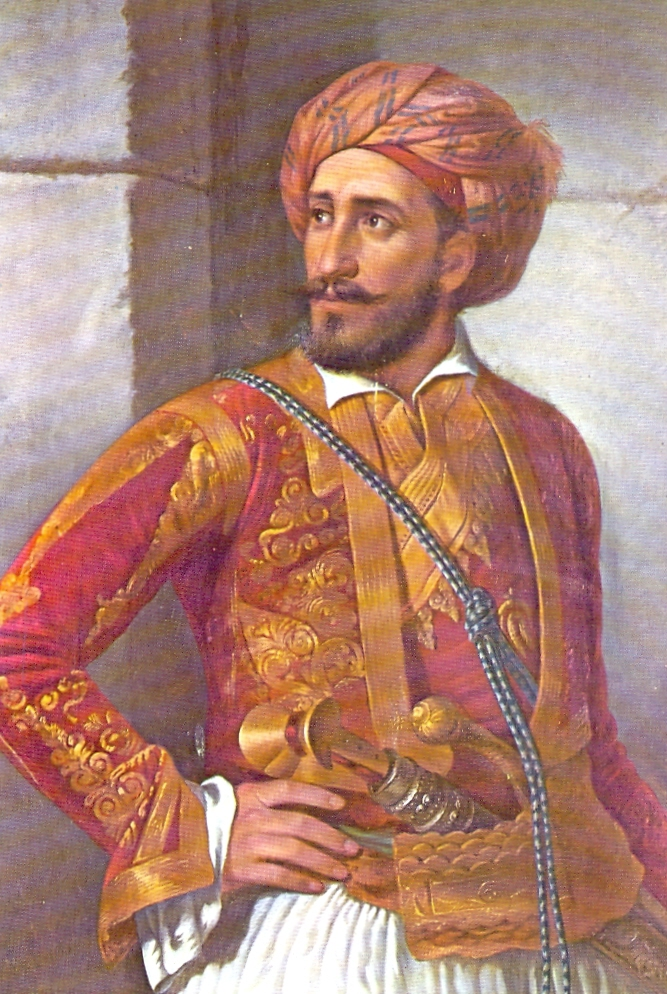
Yánnis Makriyánnis

Elle commença en Messénie en octobre 1824. Yánnis Makriyánnis et Papaphléssas avaient été envoyés avec 500 hommes auprès de Grecs albanopohones de cette région, les Drédès. Ils devaient les convaincre de reconnaître l'autorité du gouvernement de Nauplie. Kolokotrónis et ses hommes participaient alors au siège de Patras. Ils s'y sentaient mal traités par les représentants du gouvernement. Ils quittèrent alors le siège et rejoignirent les Drédès. Des échauffourées eurent lieu entre les troupes de Kolokotrónis et celles de Makriyánnis jusqu'à la mi-novembre. Les troupes « gouvernementales » finirent par se replier sur Nauplie.
Les «rebelles» marchèrent alors sur Tripolis tenu par des troupes « gouvernementales » venues de Roumélie (Grèce centrale). De nouvelles échauffourées se déroulèrent. Une soixantaine de « rebelles », dont Pános Kolokotrónis, y perdirent la vie. Ioánnis Koléttis, chef du gouvernement, appela d'autres troupes rouméliotes, leur promettant, outre une solde, tout le butin pris sur les «rebelles», mais aussi sur le Péloponnèse. Elles arrivèrent début décembre en grand nombre, sous le commandement de Yánnis Goúras. Les « rebelles » ne furent pas de taille. Leurs chefs furent capturés ou se rendirent. Le 11 février 1825, Kolokotrónis et douze de ses fidèles lieutenants se rendirent. En mars, ils furent emprisonnés dans le monastère fortifié de Profitis Ilias, au-dessus du port d'Hydra.
Il fut alors jeté en prison et faillit perdre la vie. Il fut libéré lorsque les victoires d'Ibrahim Pacha dans le Péloponnèse le rendirent indispensable.

### Lutte contre Ibrahim Pacha

#### Les défaites grecques

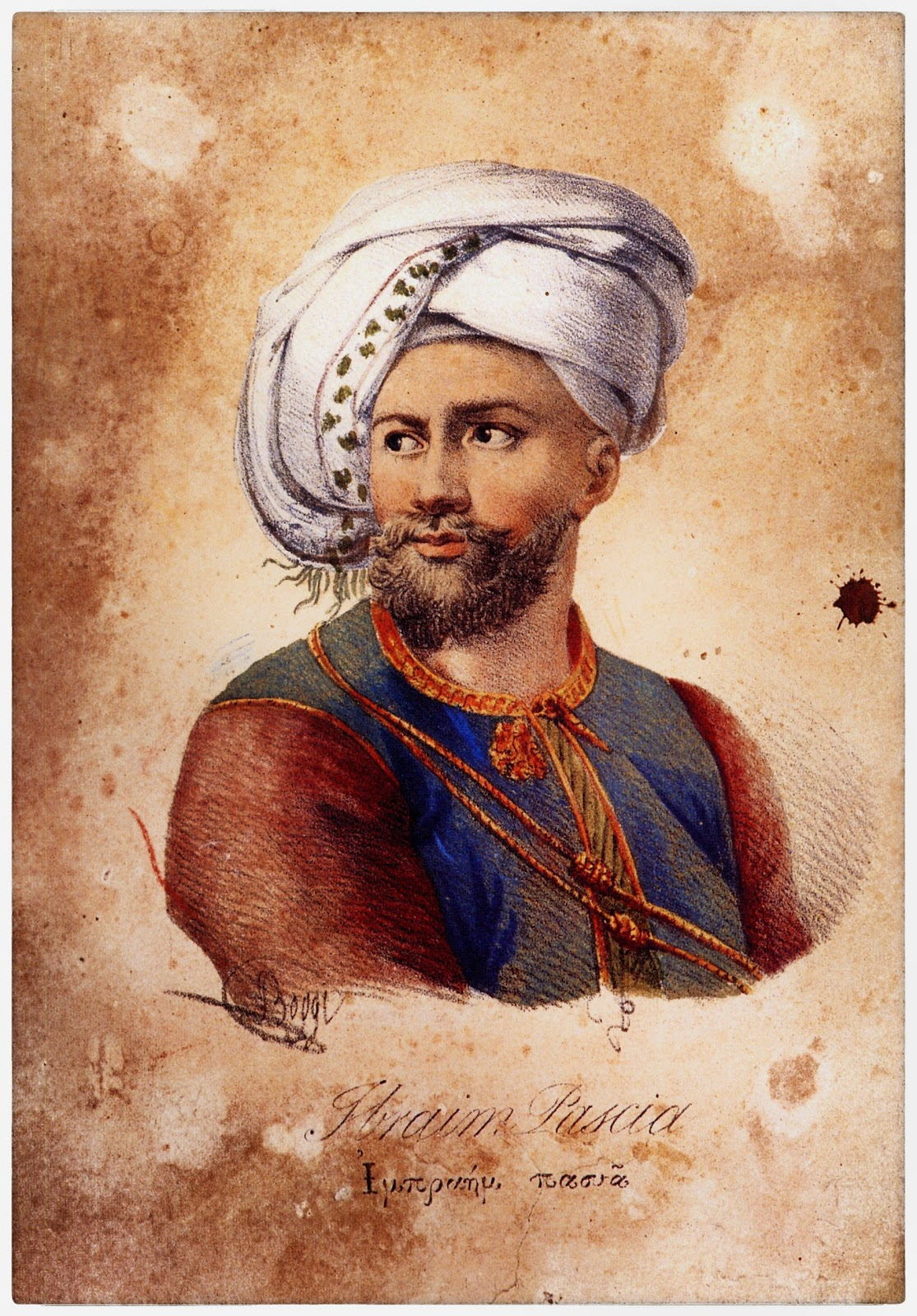
Ibrahim Pacha

Malgré les divisions entre insurgés, le Sultan ne réussissait pas à réduire l'insurrection. Il avait appelé à l’aide son vassal égyptien Méhémet Ali qui avait dépêché en Grèce son fils Ibrahim Pacha avec une flotte et, dans un premier temps, 8 000 puis 25 000 hommes. L’intervention d’Ibrahim fut décisive et facilitée dans les premiers temps par les guerres civiles entre Grecs. Peu après le débarquement à Modon fin février 1825, ses troupes, disciplinées et entraînées, prirent Coron. À la mi-mai, après de nombreuses batailles, les forteresses de Navarin furent prises.
Le gouvernement grec amnistia alors, le 30 mai, tous les «rebelles» des guerres civiles, Theódoros Kolokotrónis le premier. Il quitta sa prison d'Hydra avec ses fidèles. Tous suivirent avec le gouvernement une messe de réconciliation à Nauplie et Kolokotrónis retrouva son titre et sa fonction d'archistrátigos des forces grecques dans le Péloponnèse. Mais, celles-ci étaient si peu nombreuses et dans un tel état de fatigue et de sous-équipement, qu'elles ne pouvaient espérer faire plus que harceler de petits contingents égyptiens qui se seraient aventurés hors des forteresses de Coron, Modon et Navarin. L'objectif suivant d'Ibrahim Pacha était Tripolis, une ville symbolique pour Kolokotrónis, au-delà de son importance stratégique. Il tenta d'abord d'arrêter l'armée égyptienne au niveau de la passe de Makryplayi, entre la plaine de Messénie et l'Arcadie, mais fut pris à revers par Ibrahim. Il proposa alors de détruire Tripolis plutôt que de laisser les troupes ennemies s'y installer. Malgré le refus du gouvernement, il y mit le feu avant de s'en retirer en juin 1825, se repliant sur Karýtena. Les troupes d'Ibrahim arrivèrent à temps pour éteindre l'incendie. Une nouvelle place-forte grecque était tombée. Ibrahim lança alors une attaque-surprise sur Nauplie, détruisit Argos puis revint vers Tripolis sans que Kolokotronis prenne part aux combats. Il tenta alors d'affamer la ville en contrôlant les cols qui y menaient. Il espérait aussi détruire les forces égyptiennes qui s'y engageraient, comme il avait détruit celles de Dramali. Mais, le 6 juillet, Ibrahim fit attaquer toutes les positions grecques en même temps et les délogea. Il réussit même à s'emparer des moulins qui s'y trouvaient. Ses troupes n'étaient plus ni bloquées, ni affamées.
Ibrahim poursuivit sa marche victorieuse. Le Péloponnèse fut reconquis pour l'Empire ottoman en 1825. Kolokotrónis tenta de profiter de l'absence du Pacha égyptien et d'une partie de ses troupes, partis au siège de Missolonghi, pour tenter de reprendre Tripolis. Trois corps de pallikares marchèrent simultanément sur la ville. Une sortie ottomane les dispersa presque sans combat. Le verrou de Missolonghi tomba au printemps 1826. De retour de Missolonghi, Ibrahim entreprit de ravager le Péloponnèse. Débarqué à Patras, il brûla Kalávryta sur la route de Tripolis, le long de laquelle il tua ou réduisit en esclavage près de 1 500 Grecs. En mai, sur le chemin de Modon, il brûla Andrítsena, mais il ne réussit pas à pénétrer dans le Magne qu'il espérait soumettre. Il brûla tous les petits villages sur le chemin du retour vers la capitale du Péloponnèse. Kolokotrónis et ses hommes, en situation d'infériorité, ne pouvaient toujours pas espérer faire plus que des coups de main de guérilla ou klephtopolemos.

#### De nouvelles divisions politiques
La gravité de la situation après la chute de Missolonghi avait montré la nécessité de réunir une nouvelle assemblée nationale. Il ne restait alors pratiquement plus à la Grèce que le nord-est du Péloponnèse autour de l'Argolide et Nauplie, ainsi que les îles d'armateurs. En avril 1826, une assemblée réunie à Épidaure élit un nouveau gouvernement provisoire, remettant la poursuite des discussions à septembre. Cependant la reprise de l'assemblée fut ajournée, bien qu'elle soit convoquée par deux fois, à Poros, sans succès. En novembre, le gouvernement quitta Nauplie, ravagée par une épidémie, pour Égine où l'assemblée fut à nouveau convoquée, à nouveau sans succès. La principale raison était que Kolokotrónis refusait de se rendre dans une île. Il avait, lors de son séjour forcé sur Hydra en 1824, fait le serment de ne plus jamais poser le pied sur une île. Des troubles, suscités par ses fidèles, commencèrent en Corinthie. Le gouvernement réussit à calmer la situation, mais les troubles avaient désorganisé les troupes qui essayaient alors de briser le siège d'Athènes. En février 1827, deux assemblées nationales se réunirent : une de 90 délégués à Ermioni à la pointe de l'Argolide autour de Kolokotrónis, et une à Égine de cinquante délégués fidèles au gouvernement. Le spectre de la guerre civile faisait sa réapparition.

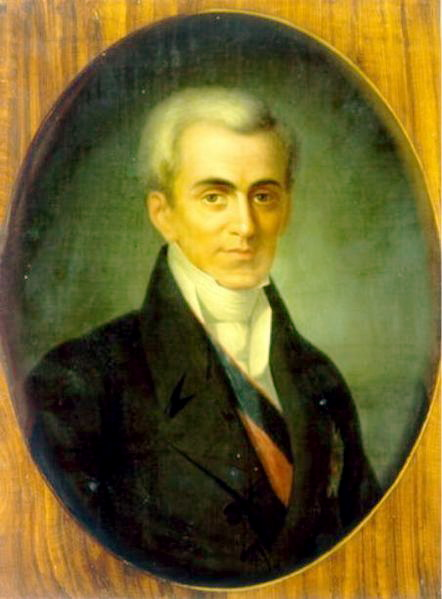
Ioánnis Antónios Kapodístrias

L'arrivée de Richard Church réconcilia les Grecs. Ce militaire britannique avait créé et commandé un régiment de Grecs dans les Îles ioniennes sous protectorat britannique. Il avait formé la plupart des chefs de guerre grecs, dont Kolokotrónis. Et tous ne juraient que par lui. Ils espéraient qu'un jour il se mettrait à leur tête, et alors la victoire serait inéluctable. Lorsqu'il débarqua à côté d'Ermioni en mars 1827, Kolokotrónis dit : « Notre père est enfin arrivé. Nous n'avons qu'à lui obéir et notre liberté est assurée. » Mais Church refusa le poste d'archistrátigos (à la place de Kolokotrónis donc) qu'on lui offrait tant que les Grecs seraient divisés. Un compromis fut trouvé qui permit la réunion de l'Assemblée nationale de Trézène. Richard Church accepta alors le poste et Kolokotrónis passa à nouveau sous son commandement et était chargé plus particulièrement du Péloponnèse. Les actions de guérilla contre les forces d'Ibrahim se poursuivirent. Kolokotrónis fut chargé de la lutte dans le sud du Péloponnèse, autour de Kalamata et Tripolis. Il devait surtout interrompre les lignes de communication et de ravitaillement entre les différentes places fortes. Enfin, le 3 avril 1827, l'Assemblée désigna Ioánnis Kapodístrias Κυβερνήτης (Gouverneur de la Grèce), espérant ainsi mettre fin aux divisions politiques.
L'Assemblée nationale de Trézène avait proclamé l'unité de la Grèce, mais les différences entre Péloponnèse et Roumélie (Grèce continentale) restaient fortes. Des réfugiés du nord étaient arrivés en grand nombre dans la péninsule, principalement à Nauplie, après les victoires ottomanes (Missolonghi ou prise d'Athènes). Ils étaient vus d'un très mauvais œil par les «autochtones». Kolokotrónis décida de les expulser. Il réunit 2 000 hommes et attaqua au printemps 1827 la citadelle Palamède de Nauplie, occupée par les réfugiés. Il échoua dans sa tentative. Cependant, après son départ, les Grecs rouméliotes dans la forteresse Palamède et les Grecs péloponnésiens dans la forteresse d'Acronauplie échangèrent des coups de feu pendant une dizaine de jours.
Le départ d'Ibrahim Pacha du Péloponnèse fut plus dû à sa défaite lors de la bataille de Navarin (octobre 1827), puis à la pression de l'Expédition de Morée (à partir d'août 1828). L'intervention extérieure en faveur de la Grèce se poursuivit. Les grandes puissances (France, Grande-Bretagne et Russie) réunies à Londres pour une conférence en février 1830 proclamèrent et garantirent l’indépendance de la Grèce. Le nouvel État comprenait le Péloponnèse, le sud de la Roumélie (la frontière allait d’Arta à Volos) et des îles.

## Après l'indépendance

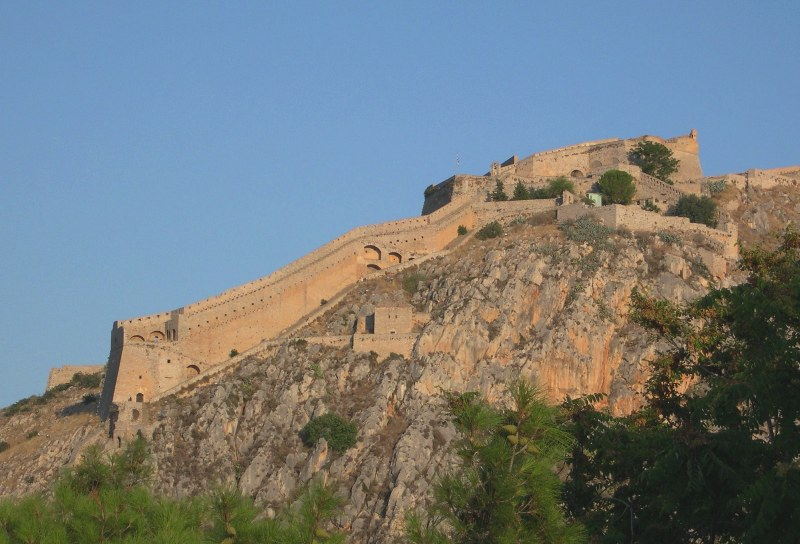
Le fort Palamède, où fut enfermé Kolokotrónis, à Nauplie, capitale de la Grèce au début des années 1830.

### Nouvelle guerre civile
À l'indépendance, il soutint le Κυβερνήτης (Gouverneur) Ioánnis Kapodístrias, avec qui il partageait l'idée que les décisions qui devaient être prises ne devaient pas attendre que les juristes aient fini de discuter. Kapodístrias avait été ministre et ambassadeur pour le tsar Alexandre 1er. Aussi, ses partisans se rassemblèrent dans un parti pro-russe. Les autres puissances ayant aidé la Grèce avaient aussi des partis : parti français avec à sa tête Ioánnis Koléttis et parti anglais dominé par Aléxandros Mavrokordátos.
Après l'assassinat de Kapodistrias le 9 octobre (27 septembre julien) 1831, il fut nommé par le Sénat à la Commission gouvernementale chargée d'exercer le pouvoir exécutif. Il partageait le pouvoir avec le frère du défunt, Augustínos Kapodístrias et Ioannis Kolettis. Une nouvelle Assemblée nationale fut convoquée à Argos. Mais, des dissensions apparurent très vite. Le 17 décembre, les partisans de Kolettis (une centaine d'hommes en armes), d'origine rouméliote principalement, se déclarèrent Assemblée nationale et désignèrent Panoútsos Notarás président de cette assemblée. Deux cent cinquante députés favorables à Augustinos Kapodístrias et Kolokotrónis se réunirent dans une église, sous la protection des troupes de Kolokotrónis et se proclamèrent aussi Assemblée nationale. Augustinos Kapodístrias et Kolokotrónis remirent leur mandat à cette assemblée qui désigna Augustinos Kapodístrias président de la Grèce. Kolletis, quant à lui, ne démissionna pas de la Commission gouvernementale. Les deux camps en vinrent aux mains puis sortirent les fusils. Le gouvernement Kapodístrias reçut le renfort d'un millier d'hommes. Les Rouméliotes évacuèrent Argos pour Mégare. Là, leur Assemblée nationale nomma Kolettis, Geórgios Koundouriótis et Andréas Zaimis à la tête d'une convention gouvernementale et déclara Augustinos Kapodístrias usurpateur. Celui-ci avait dissous son Assemblée et gouvernait seul et de plus en plus autoritairement. Il ne consultait plus que l'amiral russe, au grand déplaisir des représentants des autres puissances françaises et britanniques. Il fut alors désavoué par la France et la Grande-Bretagne. Il finit par quitter le pays en mars 1832,.
Les grandes puissances nommèrent une nouvelle commission gouvernementale qui comprenait des partisans de chacune d'entre elles, dont Kolettis, mais d'où Kolokotrónis était absent. Il se retira à Karýtena où les partisans de Ioánnis Kapodístrias et les siens le désignèrent à la tête d'une commission militaire pour gouverner la Grèce. Se retrouvaient alors face à face les deux principaux adversaires de la seconde guerre civile : Ioannis Kolettis soutenu par la Roumélie et Theódoros Kolokotrónis soutenu par le Péloponnèse Woodhouse.
La commission gouvernementale dirigée par Ioannis Kolettis était installée à Nauplie, sous protection des troupes françaises qui restaient depuis la fin de l'expédition de Morée. Les hommes de Kolokotrónis tentèrent d'y mettre le siège fin juin 1832. Ils furent délogés, sans réelle opposition, par les Français. Une nouvelle Assemblée nationale tenta de se réunir en août à Nauplie. Elle fut dispersée par un coup d'État auquel Kolokotrónis n'était pas mêlé, mais qui ajouta à la confusion et favorisa les tentatives de celui-ci. En octobre 1832, après l'annonce de la désignation d'Othon de Bavière comme souverain, des fidèles de Kolokotrónis commencèrent à se rassembler dans Argos, tenue par les troupes françaises. Des affrontements eurent alors lieu faisant une vingtaine de morts côté français et autour de cent cinquante chez les Kolokotroniens.

### Le règne d'Othon

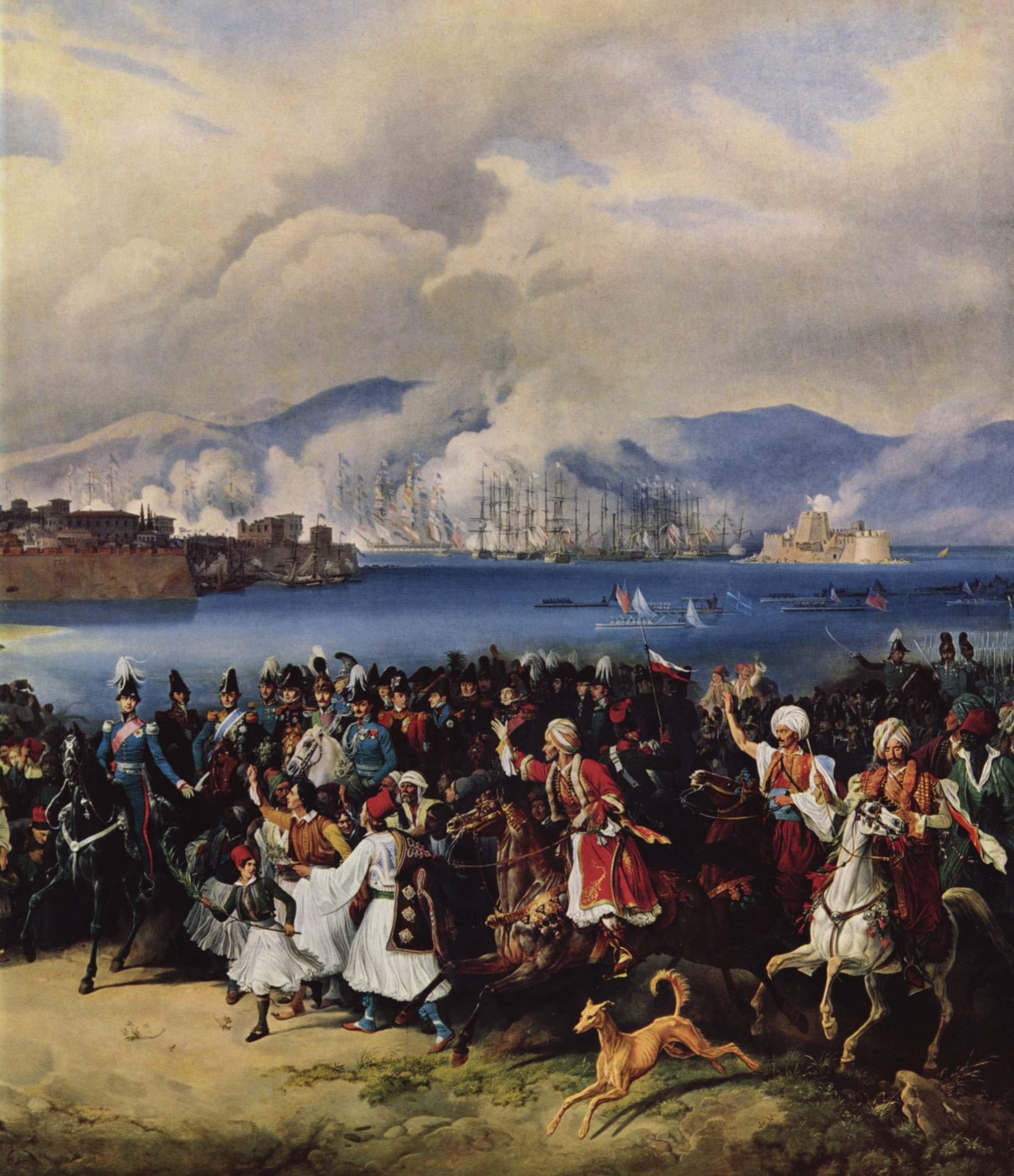
L'arrivée d'Othon à Nauplie par Peter von Hess.

Le 7 mai 1832, à Londres, la France, la Grande-Bretagne et la Russie signèrent, après accord de la Bavière, la désignation du fils de Louis Ier comme souverain de Grèce. Le 6 février (25 janvier julien) 1833, le nouveau roi débarquait à Nauplie. Le lendemain, il reçut la soumission des chefs des différents partis, dont celle de Kolokotrónis. Une amnistie générale fut proclamée. Les chefs des différentes factions grecques se virent récompensés d'une façon ou d'une autre, hormis Kolokotrónis dont le gouvernement se méfiait. Un détachement bavarois fut envoyé occuper Karýtena. Il ne put s'y opposer.
Othon, à 18 ans, était considéré comme mineur. Il était accompagné d'un Conseil de Régence, dirigé par le comte Armansperg. Cette régence dite «bavaroise» se déconsidéra très vite aux yeux des Grecs, qui ne voulaient pas avoir échangé une xénocratie (un gouvernement étranger) pour une autre. Kolokotrónis tenta de profiter de cette situation. Il organisa un coup d'État pour se saisir du pouvoir. Il fut arrêté avec certains de ses fidèles fin 1833 avant d'avoir pu mettre ses plans à exécution. Il fut emprisonné puis jugé pour désobéissance à Nauplie en 1834. Il comptait encore des partisans puisque deux de ses cinq juges refusèrent de signer l'acte d'accusation. Le ministre de la justice lui-même dut les y contraindre. Il fut condamné à mort le 25 mai (julien) 1834. Tenant compte de son rôle prépondérant dans la guerre d'indépendance, le roi le gracia et commua sa peine à vingt ans de prison. Il fut alors enfermé dans le fort Palamède de Nauplie,.
Le 12 juin 1835, la régence de plus en plus critiquée prit fin, mais la xénocratie bavaroise continua. Les Grecs qui réclamaient une constitution demandaient aussi la libération de Kolokotrónis et de ses proches. La liberté leur fut rendue, mais la constitution dut attendre. Pour calmer le ressentiment dans le pays, un Conseil d'État, consultatif, fut créé, le 30 septembre 1835. Tous les opposants à la xénocratie, souvent héros de la guerre d'indépendance y furent nommés. Kolokotrónis y entra aux côtés d'Andréas Metaxás, Ioánnis Koléttis, Aléxandros Mavrokordátos ou Richard Church. En novembre 1837, il en était même vice-président.
Ensuite, le souverain le nomma général de l'armée grecque.

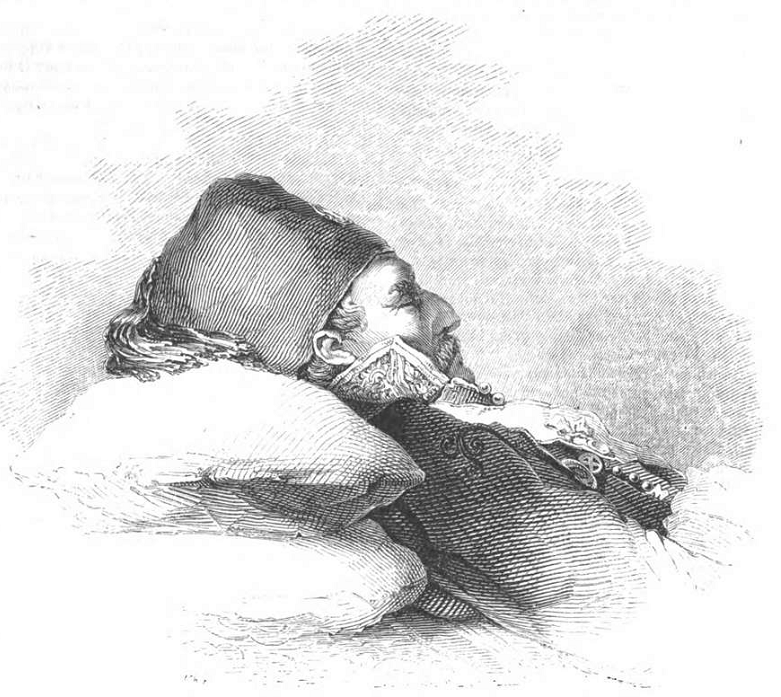
Dépouille funèbre de Theódoros Kolokotrónis en uniforme

Il mourut d'apoplexie le 15 février (4 février julien) 1843, âgé de 74 ans. Le jour de ses funérailles, il fut conduit à sa dernière demeure par la population d'Athènes, les troupes de la garnison, les dignitaires de l'État et les représentants des grandes puissances.
Il a dicté ses Mémoires, publiés en 1852.
Il fut membre de la Franc-maçonnerie,.

## Opinions politiques
Theódoros Kolokotrónis fut un patriote grec, mais son sentiment national ne le poussa pas dans le camp libéral, ni dans les formes les plus à gauche des mouvements nationaux. De la Déclaration des droits de l'homme et du citoyen de 1789, c'est le droit des peuples à disposer d'eux-mêmes qu'il retint. Ainsi, il relate dans ses Mémoires un discours fait à ses hommes après qu'ils ont voulu s'en prendre aux primats bourgeois du Péloponnèse :
« Si nous tuons nos primats, les rois francs diront : « Ces gens-là ne combattent pas pour la liberté, ils assassinent leurs chefs, ce sont des conspirateurs, des carbonari. » »
Il était favorable à un pouvoir autoritaire, concentré, soit en un seul homme « un président, une sorte de monarque » qui pût aussi exercer le pouvoir comme un dictateur à la romaine ou un podestat, soit dans un «governo militare». S'il ne s'excluait pas de la charge, il songea en 1823 au Duc de Nemours, puis à Kapodistrias en 1826.
Après l'indépendance, il fut considéré comme un des chefs du parti russe (en grec moderne : Ρωσικό Κóμμα), ou parti napiste (Ναπαίοι). Ses deux concurrents étaient le parti français et le parti anglais. Le parti russe était considéré comme le parti le plus conservateur en particulier parce qu'il défendait les intérêts de l'Église orthodoxe. C'était un des partis les plus solidement implantés en Grèce. Il s'appuyait sur le lien religieux entre la Russie et la Grèce. De plus, les ambitions balkaniques russes lui avaient fait historiquement soutenir la cause grecque depuis Catherine II et la campagne d'Orloff. La Russie souhaitait remplacer l'Empire ottoman par un « Empire des Balkans », protégé par la Russie qui avait aussi joué un rôle non négligeable dans la libération du pays. La guerre russo-turque de 1828-1829 avait, avec le traité d'Andrinople, permis l'indépendance.
Juste après l'arrivée du roi Othon, la régence bavaroise montra sa préférence pour les partis français et anglais au parti russe. Celui-ci, et l'empire tsariste son protecteur, interprêtèrent la déclaration d'autocéphalie de l'Église grecque comme une attaque contre l'orthodoxie (et la Russie) par les Bavarois catholiques. La condamnation de Theódoros Kolokotrónis et de ses proches en 1833 fit que le parti russe fut tenu éloigné des postes politiques jusqu'en 1837. Ensuite, comme Gennaios Kolokotronis était devenu aide de camp du roi Othon, il utilisa sa position pour faire avancer les intérêts de son parti. La période 1838-1839 fut alors dominée par le parti russe.

## Theódoros Kolokotrónis dans la culture populaire
Sa popularité dans le Péloponnèse était très importante au XIXe siècle. Chaque village avait un «arbre de Kolokotrónis», un «rocher de Kolokotrónis» ou un «khan de Kolokotrónis». On montrait aussi aux voyageurs, près de Tripolis, un rocher marqué par l'empreinte de deux pieds humains. La légende voulait que ces pieds aient été ceux de Kolokotrónis qui s'y imprimèrent alors qu'il se tenait sur le rocher, l'étendard grec dans une main et son sabre dans l'autre, ralliant ses hommes au cours d'une bataille.
Dès 1824, Claude Fauriel recueillit pour son ouvrage Chants populaires de la Grèce une « Prise de Tripolitsa » célébrant Theódoros Kolokotrónis.
Parmi les klephtika (chansons populaires célébrant les héros de la guerre d'indépendance), on trouve Oi Kolokotronaioi qui rappelle la victoire de Dervenakia.
Theódoros Kolokotrónis a fourni le sujet de nombreux timbres grecs, ainsi que l'illustration du billet de 5 000 drachmes avant le passage à l'Euro.